# Escola Zhengyi
L'Escola Zhengyi, Zhengyi Dao (xinès : 正一道), que es pot traduir com a "Veritat i unitat" o "Unitat ortodoxa", és un moviment taoista que dona continuïtat a un reagrupament estratègic realitzat durant la dinastia Yuan. Implica a les escoles de la meitat sud de la Xina que s'organitzaren al voltant de la secta del mont Longhu, al Jiangxi. Els seus patriarques es consideraven mestres celestials, descendents directes de Zhang Daoling, el fundador de l'Escola de les cinc mesures d'arròs. La federació tenia la denominació de Zhengyi Mengwei (Poderosa aliança de la veritat i de la unitat), abreujat com a Zhengyi. A més de la seva situació geogràfica, aquestes escoles tenien en comú el culte als talismans i un cert desinterès per la tradició monàstica, al contrari de l'escola Quanzhen, que eren les que predominaven al nord.
Els seus descendents actuals han conservat aquestes característiques. Els mestres, casats, són d'actius realitzant diversos serveis religiosos amb la població, però ho són menys que els de l'Escola Quanzhen. Els seus temples taoistes són, doncs, més petits. El principal temple a la Xina és el del mont Longhu.
El govern comunista autoritza des de 1992 les ordenacions Zhengyi, però el 64è llinatge principal, Zhang Yuan, en actiu des de 1969, viu sempre a Taiwan, la seu general de la secta, lloc a on s'havia desplaçat l'any 1950. El seu cànon principal és el Zhengyi Jing (en xinès simplificat: 正一经 /, zhèngyī jīng).
La longevitat pretesa del llinatge Zhang és expressada per una fórmula: «Res no és estable en aquest baix món, excepte les famílies Zhang i Kong (Confuci)».

## Orígens
Els emperadors mongols van designar un responsable administratiu per a cada religió i per al conjunt del país per, així, tenir un millor control del territori xinès. És així com van concedir a l'escola Quanzhen l'autoritat sobre les escoles situades al nord del Chang Jiang, i a Zhengyi-Longhu, sobre les dues altres escoles principals del sud, Maoshan i Gezao. La tradició del moviment pretén que va obtenir aquest privilegi predint correctament quan Khublai Khan, havent vençut tots els seus adversaris, esdevindria mestre de tota la Xina.
Khublai va convidar l'any 1276 el 36è mestre, Zhang Zongyan, al Temple de la primavera eterna, seu taoista de la cort, per confirmar-li el seu títol de Mestre celestial (xinès tradicional: 天師, xinès simplificat: 天师, pinyin: tiānshī), títol discutit des del període dels Tres Regnes entre diverses escoles ja que pretenien ser hereves de l'escola de les Cinc mesures d'arròs.
L'any 1304, l'emperador Chengzong va confiar al 38è mestre, Zhang Yucai, la direcció de les escoles dels Tres muntanyes (Longhu, Maoshan i Gezao), que estaven especialitzades en talismans. A ell li va atorgar el títol de "fundador de l'escola Zhengyi" (xinès: 正一教主, pinyin: zhèngyī jiàozhǔ); amb aquest fet, el poder de l'aliança va créixer. Quan la dinastia Yuan va succeir a la dels Ming van reprendre i van estendre la política de control administratiu del taoisme, creant l'any 1368 una administració especial, el Despatx de l'escola del misteri (xinès: 玄教院, pinyin: xuán jiāoyuàn). L'any 1382, els patriarques Zhang van aconseguir el control de tots els taoistes del sud del Chang Jiang, i sobre els membres Quanzhen que hi havia. Totes les demandes d'establiment de monestirs i d'autoritzar les pràctiques havien de passar per les seves mans. L'adhesió al moviment es va intensificar i a les tres escoles històriques se n'hi van afegir d'altres: Jingming (xinès simplificat: 净明, pinyin: jìngmíng), Shenxiao (xinès: 神霄, pinyin: shénxiāo), Qingwei (xinès: 清微, pinyin: qīngwēi), Donghua (xinès simplificat: 东华, pinyin: dōnghuá), Tianxin (xinès: 天心, pinyin: tiānxīn) i Taiyi (xinès: 太一, pinyin: tàiyī).

## A partir del segle XV
Fins a la fi del regnat de l'emperador Shizong de la dinastia Ming, l'escola Zhengyi va mantenir els favors de la cort, tot i tenir predilecció per l'escola Quanzhen. Més endavant, el taoisme perdrà progressivament el suport dels emperadors i sovint patirà assetjament i repressió, particularment durant la dinastia Qing. L'emperador Yongzheng va reconèixer oficialment la mateixa importància de les Tres doctrines (taoisme, budisme i confucianisme). A partir de Qianlong, la pèrdua del suport de la cort cap al taoisme esdevé molt clara, sobretot per a l'escola Zhengyi ja que els seus déus van ser degradats i les activitats limitades al mont Longhu, amb prohibició d'entrar al palau. De fet, lluny de la capital, la seva influència es va estendre i la major part de les escoles del sud es consideraven, almenys nominalment, seguidors de l'escola.
El seu títol de Mestre celestial va ser oficialment abolit amb l'adveniment de la república l'any 1912, però Yuan Shikai el va restituir. Chiang Kai-shek va confirmar aquesta decisió l'any 1927.
El temple Longhu va ser incendiat l'any 1948 pels comunistes. L'any 1950, el 63è mestre celestial, Zhang Enbo (xinès simplificat: 张恩溥; pinyin, zhāng ēnpǔ) es va refugiar a Taïwan, on va morir l'any 1969. Va transmetre el càrrec al seu nebot Zhang Yuan.
Actualment, les activitats del moviment són de nou legals a la Xina popular on les ordenacions es van reprendre el 1992, any de reobertura del temple Longhu. Tot i així, les institucions i els mestres han de estar en possessió d'una autorització oficial, disposició que s'aplica a totes les religions. Les autoritats xineses reconeixen que molts taoïstes que s'autoproclamen que pertanyen a l'escola Zhengyi exerceixin sense autorització. Això succeeix perquè les seves activitats estan centrades en pràctiques desprestigiades com mèdiums, talismans, guariments i exorcismes; per tant, legalitzables.

## Principals escoles del moviment Zhengyi

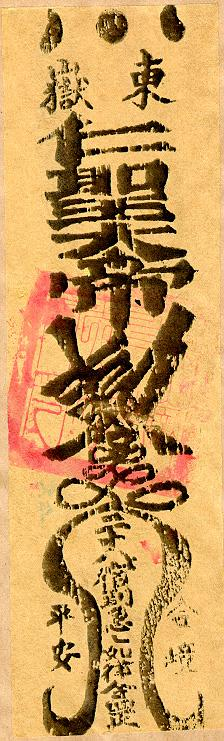
Talismà taoista

Zhengyi s'ha constituït en una mena de federació diversa d'escoles que reclamen sovint un origen comú. S'agrupen al voltant de la que havia aconseguit obtenir el favor dels Yuan, Longhu. Tot adoptant la denominació global Zhengyi, han conservat en general la seva pròpia genealogia. L'estructura, des de l'origen, és més feble que la de l'escola Quanzhen. Els Mestres celestials Zhang constitueixen el principal, però no l'únic llinatge Zhengyi.

### Mestres celestes de Longhu
El títol de Mestre celestial va ser reivindicat des de la fi de la dinastia Han per molts grups que es consideraven descendents de l'Escola de les cinc mesures d'arròs. A l'època dels Wei i dels Jin, després de les dinasties del Nord i del Sud, es distingiren els Mestres celestials del Sud –del qual la figura principal és Lu Xiujing–, dels Mestres celestes del Nord o Nous mestres celestials, representats per Kou Qianzhi.
El llinatge actual dels Mestres celestes Zhang, que té oficialment el títol des de la dinastia Yuan, pretén remuntar de pares a fills (o, de vegades, d'oncles a nebots) fins a Zhang Daoling, del qual un besnét, 4t patriarca, s'hauria instal·lat sobre el mont Longhu a Jiangxi. La història de l'escola Longhu és, de fet, prou fosca. No hi ha documents guardats amb cap dada sobre els patriarques que s'haurien succeït entre Zhang Lu de les Cinc mesures d'arròs i el número 24, Zhang Zhengsui, que apareix públicament durant el regnat de Zhenzong, amb els Song del Nord. És el 42è mestre, Zhang Zhengchang, que proporcionarà sota els Ming la genealogia completa del llinatge en el moment de la confirmació del seu títol. El mestre actual és el 64è, Zhang Yuan, nebot del precedent. Com que ell no té fills, es poden esperar més controvèrsies en relació amb la seva successió. Lu Jintao, del qual la mare és la filla del 63è mestre, ja ha canviat el seu nom a «Zhang» i es presenta com la 65è mestre, però aquesta pretensió és discutida a Taiwan on resideix històricament Zhang Yuan.

### Tres muntanyes
L'escola Longhu era la una de les tres conegudes per als seus talismans. Les dues altres són la Maoshan, al Jiangsu, i la Gezao, al Jiangxi. La primera, provenen del moviment Shangqing del qual els patriarques mantenien excel·lents relacions amb el poder: sota els Tang havien estat l'escola predominant; l'activitat principal dels taoistes de l'Escola Zhengyi era vendre talismans protectors. Gezao era l'hereva de Lingbao, moviment aparegut cap al mateix període que Shangqing, que reclamaven que els alquimistes Ge Xuan i Ge Hong pertanyien a aquesta escola. I comptaven amb Lu Xiujing dels Mestres celestials del Sud entre els seus patriarques. Localment, estava ben implantada, tot i que mai havia tingut estretes relacions amb poder, com l'escola Maoshan.

### Jingming
L'escola Jingming, fundada sota els Song del Sud per He Shoucheng i ressuscitada sota els Yuan per Liu Yu, pretenia ser descendent de Lingbao. El seu déu tutelar era Xu Sun, un funcionari a Hubei sota els Jin Occidentals, divinitzat després de la seva mort com un model de pietat filial i de patriotisme. Venerat a la cort dels Tang i dels Song, se li reconeixien poders d'exorcista.